# 求禮華嚴寺覺皇殿前石燈
35°15′26″N 127°29′51″E / 35.257170°N 127.497484°E
求禮華嚴寺覺皇殿前石燈（韓語：구례 화엄사 각황전 앞 석등）為一座統一新羅時期（西元668－935年）的石燈，推測建於新羅憲安王四年至景文王13年（西元860－873年）之間，位於韓國全羅南道求禮郡的華嚴寺，距今有超過一千一百年的歷史。求禮華嚴寺覺皇殿前石燈在1962年12月被列為韓國國寶第12號。

## 簡介
「求禮華嚴寺覺皇殿前石燈」位於求禮華嚴寺的覺皇殿前方，高6.4公尺、直徑2.8公尺，推測建於新羅憲安王四年至景文王13年（西元860－873年）之間，為韓國規模最大的石燈建築。
華嚴寺位於求禮郡馬山面的智異山麓，寺廟的名稱取自華嚴經的華嚴二字，始建於百濟聖王22年（西元544年），為一座千年古剎。華嚴寺於善德女王12年（西元643年）由慈藏律師擴建，憲康王元年（西元875年）由道詵國師再次擴建。萬曆朝鮮之役（韓語：임진왜란）時華嚴寺大部分建築均毀壞，之後在朝鮮仁祖8至14年（西元1630－1636年）間修復部分建築，朝鮮肅宗27年（西元1701年）完成華嚴寺的重建。
石燈象徵著佛祖的光明，又稱光明燈，大多建在寺院的大雄殿或塔等重要建築物前面。覺皇殿前石燈在八角形的基座上，放置一個倒置的蓮花，其上放置三層墊石，上方為石燈的中心火舍石，之上放置八角形的屋頂石，屋頂石的八個角均有一個延伸的耳花，雕刻有精緻的圖案，最上放置輪相部。覺皇殿前石燈展現了盛開蓮花的雕刻、樸實的基座，以及宏偉的屋頂石，為統一新羅時期石燈建築的的代表性作品。
求禮華嚴寺覺皇殿前石燈在1962年12月10日被列為韓國國寶第12號。

## 圖集

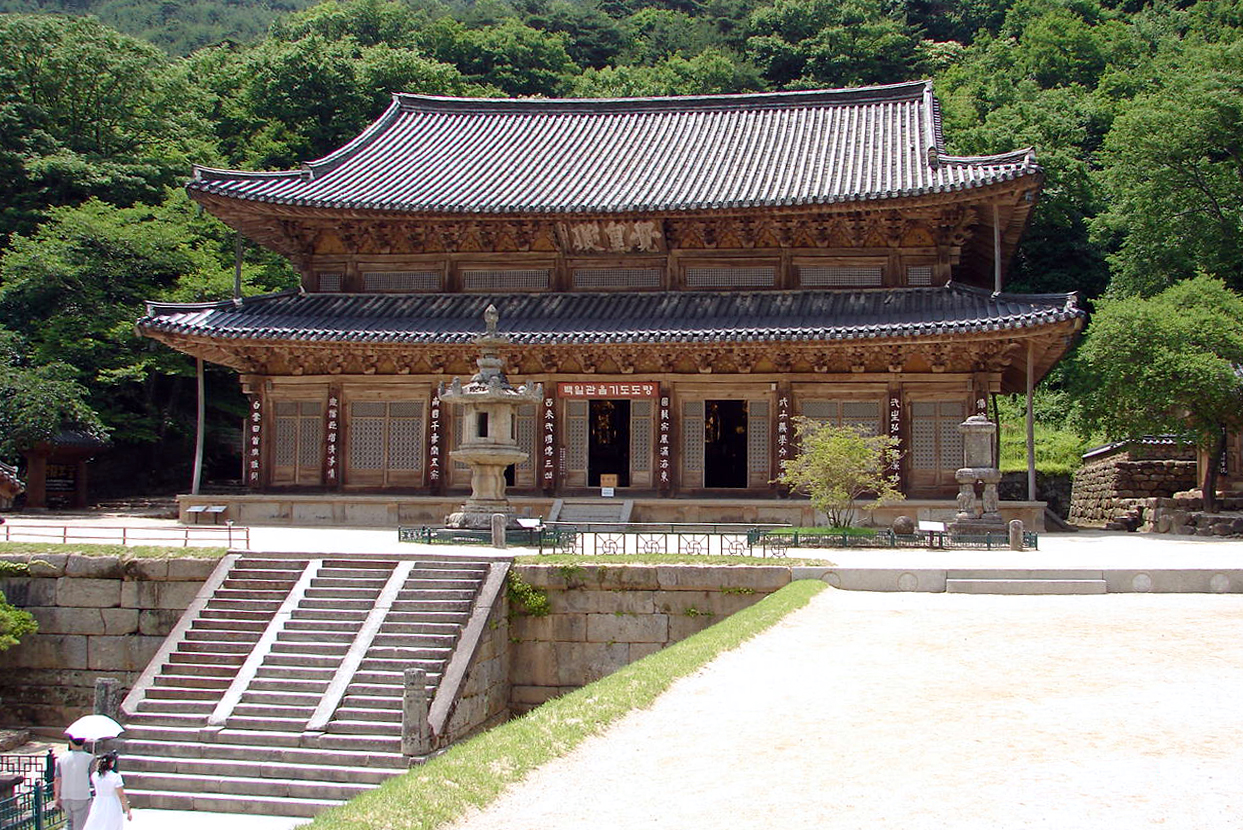
覺皇殿前石燈
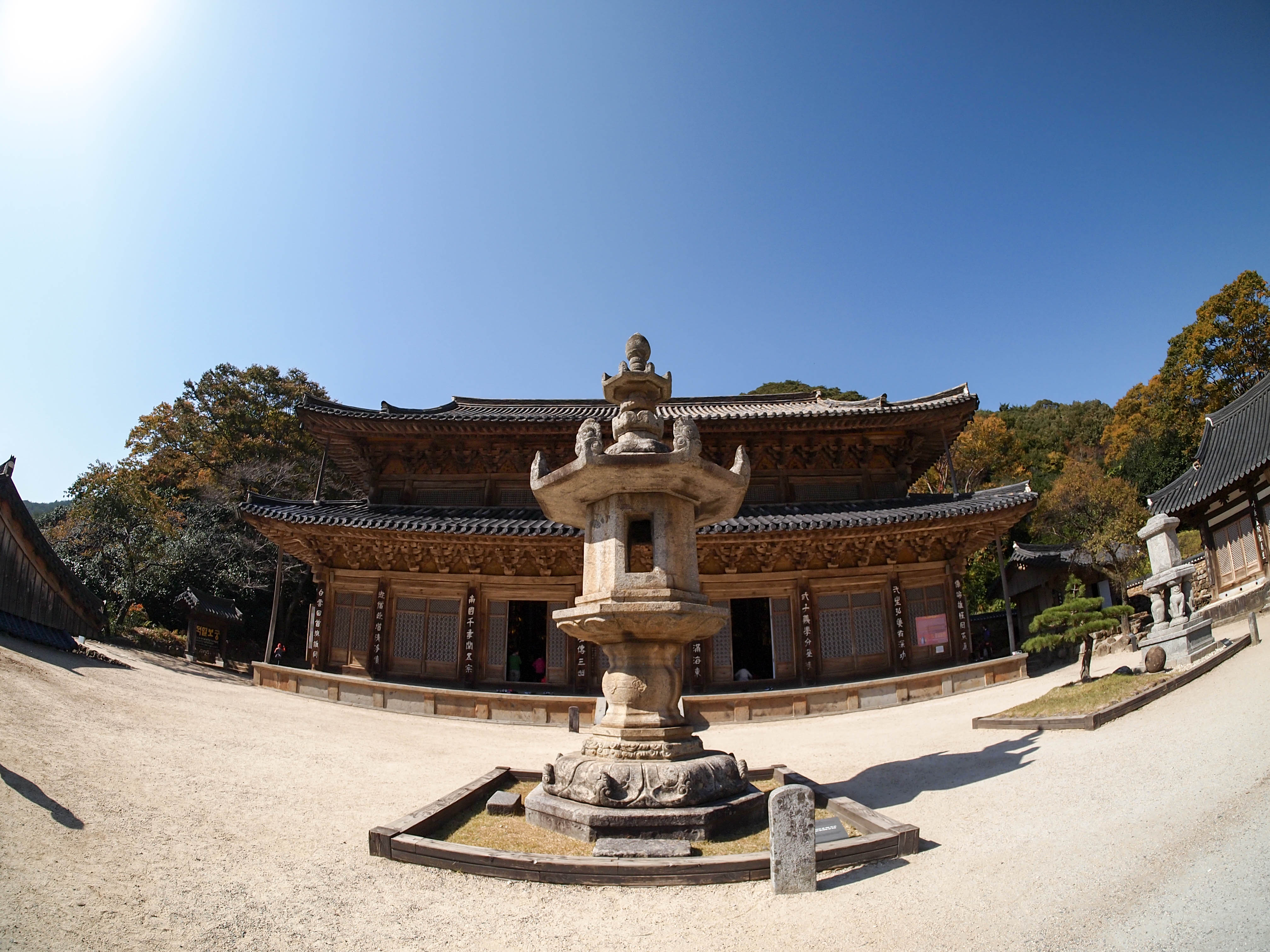
石燈特寫
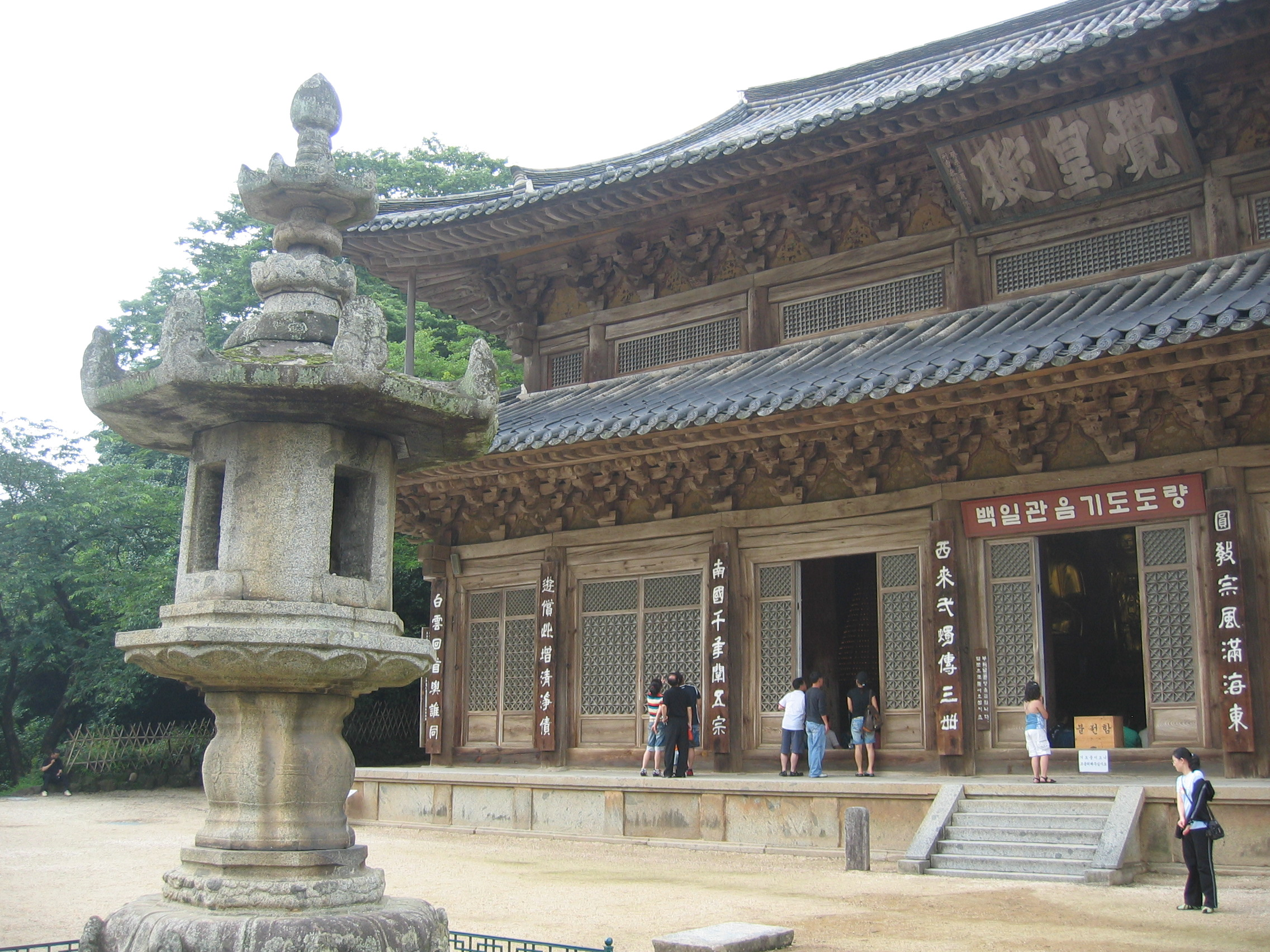
覺皇殿與石燈
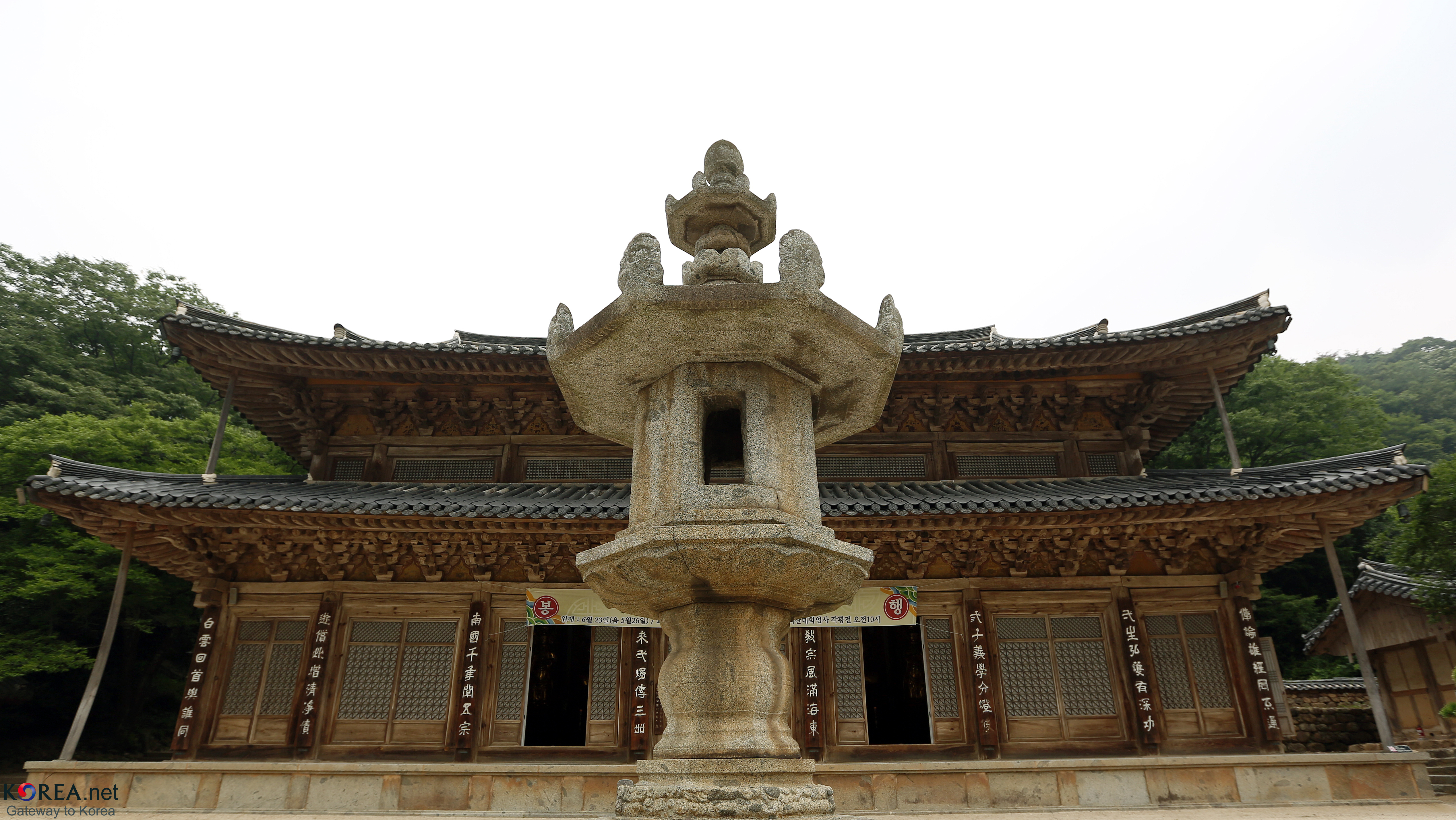
石燈於覺皇殿前
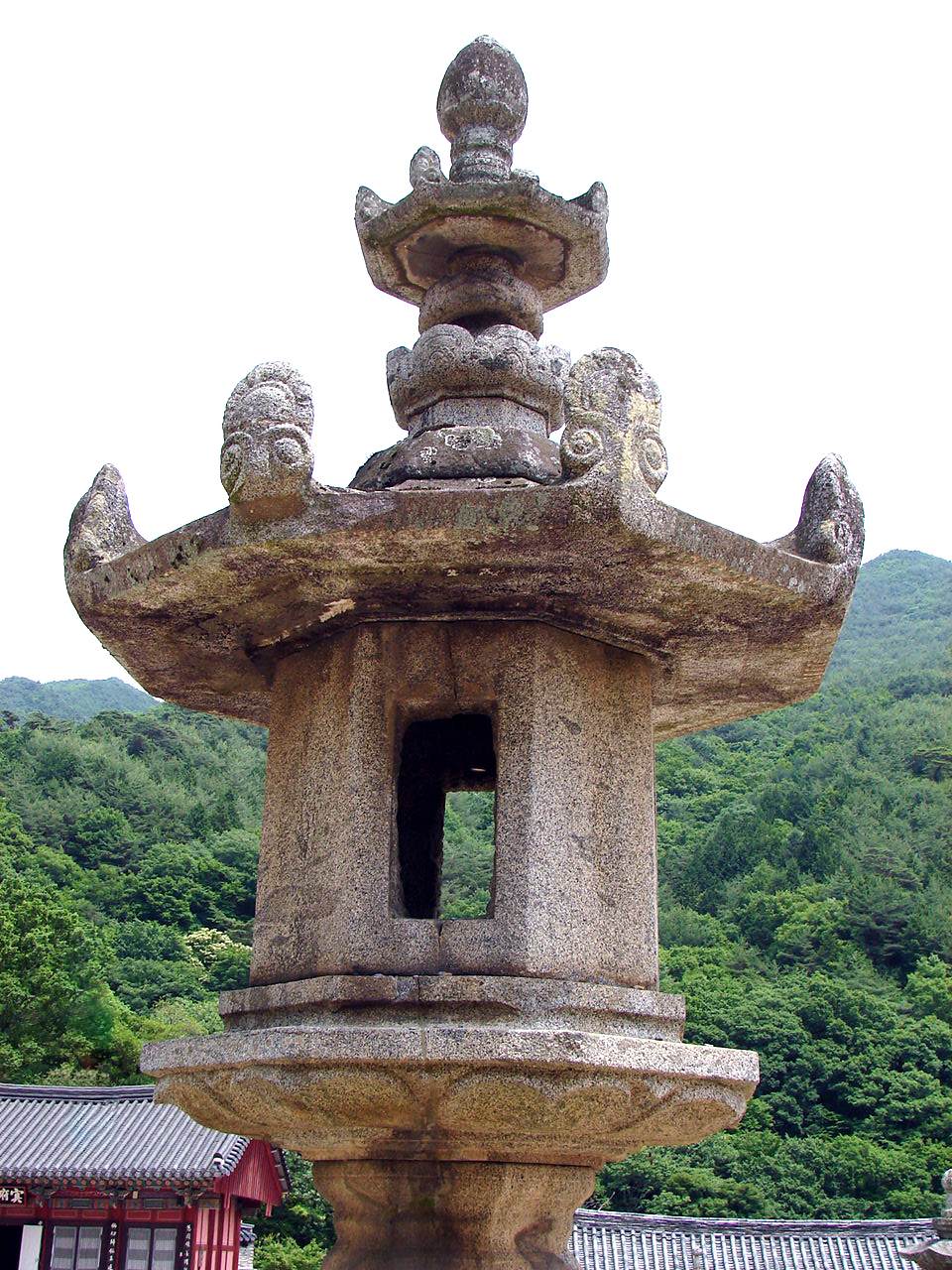
石燈細部